# Tréméven (Côtes-d’Armor)
Tréméven (bret. Tremeven-Goueloù) – miejscowość i gmina we Francji, w regionie Bretania, w departamencie Côtes-d’Armor.
Według danych na rok 1990 gminę zamieszkiwało 286 osób, a gęstość zaludnienia wynosiła 56 osób/km² (wśród 1269 gmin Bretanii Tréméven plasuje się na 950. miejscu pod względem liczby ludności, natomiast pod względem powierzchni na miejscu 1014.).